# 통합 아랍 명부

로고

통합 아랍 명부(히브리어: הַרְשִׁימָה הַעֲרָבִית הַמְאוּחֶדֶת, 아랍어: القائمة العربية الموحدة)는 이스라엘의 아랍인 정당이다. 히브리어 약어인 라암(히브리어: רע"מ, "천둥")으로도 잘 알려져 있다. 이스라엘 이슬람 운동 남부지부 산하의 정치단체이다. 정당연합인 공동 명단에 참여하다가 2021년 1월 28일 연합을 떠났다. 2021년 구성된 대연정 내각(제36대 내각)에 참여하였다.